# Catharina Point
Der Catharina Point (englisch, in Argentinien Punta Catalina, in Chile Punta Varoli) ist die nördliche Landspitze von Robert Island im Archipel der Südlichen Shetlandinseln. Sie liegt zwischen der Nevestino Cove im Westen und der östlich liegenden Yundola Cove.
Luftaufnahmen entstanden im Dezember 1956 im Zuge der Falkland Islands and Dependencies Aerial Survey Expedition. Das UK Antarctic Place-Names Committee benannte sie 1962 nach dem US-amerikanischen Robbenfänger Catharina aus Stonington, der unter Kapitän Joseph Hardy Henfield (1786–unbekannt) zwischen 1820 und 1821 in diesen Gewässern operiert hatte. Die chilenische Benennung, deren weiterer Hintergrund nicht überliefert ist, erfolgte durch Wissenschaftler der 4. Chilenischen Antarktisexpedition (1949–1950). Die Argentinische Benennung ist eine profane Übersetzung des englischen Namens der Landspitze ins Spanische. 